# Crêches-sur-Saône
Crêches-sur-Saône is een gemeente in het Franse departement Saône-et-Loire (regio Bourgogne-Franche-Comté). De plaats maakt deel uit van het arrondissement Mâcon. Crêches-sur-Saône telde op 1 januari 2022 3.179 inwoners.

## Geografie
De oppervlakte van Crêches-sur-Saône bedroeg op 1 januari 2022 9,33 vierkante kilometer; de bevolkingsdichtheid was toen 340,7 inwoners per km².

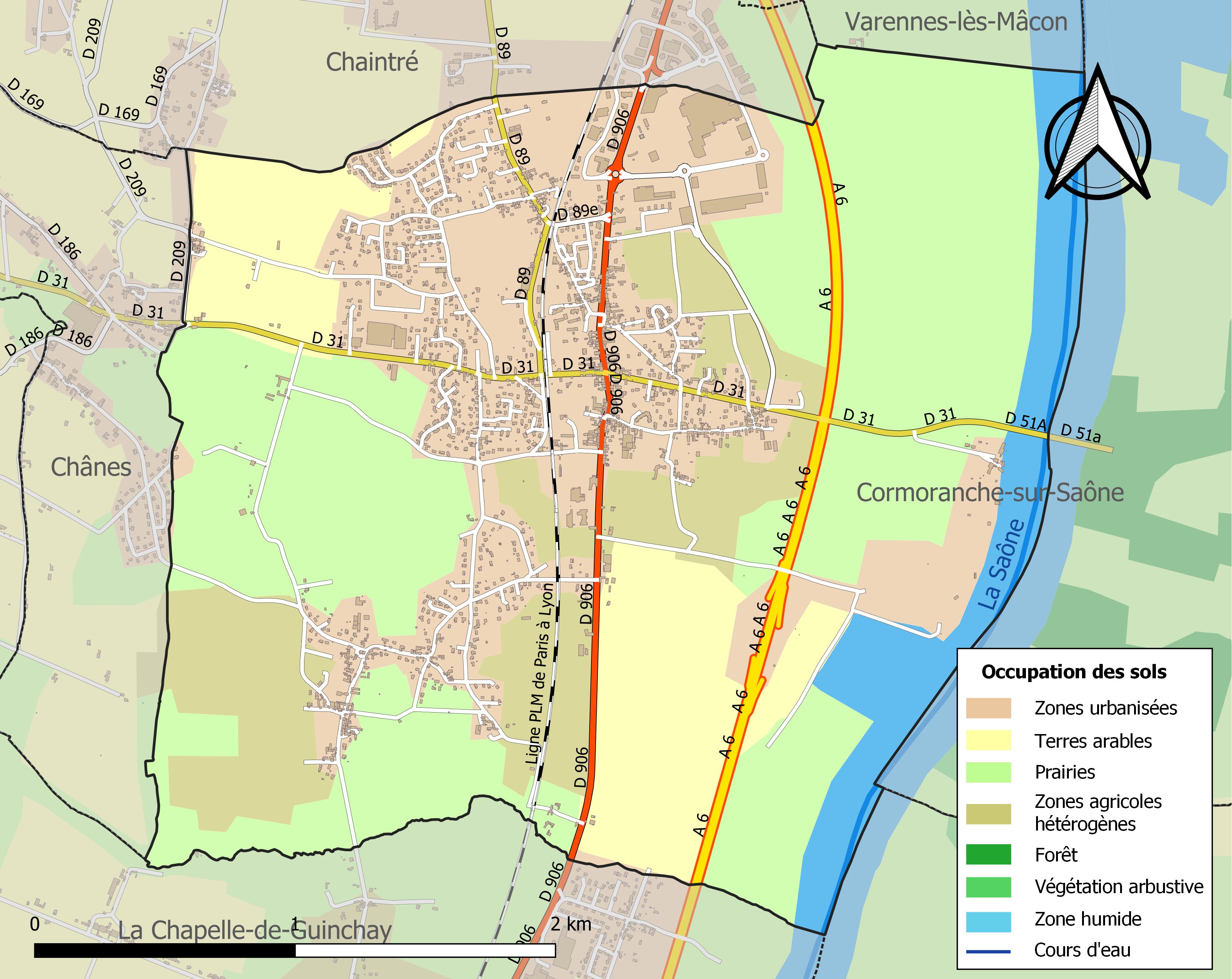
Kaart van de gemeente met de belangrijkste infrastructuur, bodemgebruik en omliggende gemeenten

## Demografie
Onderstaande figuur toont het verloop van het inwonertal (bron: INSEE-tellingen).